# Braderochus levoiturieri
Braderochus levoiturieri är en skalbaggsart som först beskrevs av Jean Baptiste Lucien Buquet 1842.  Braderochus levoiturieri ingår i släktet Braderochus och familjen långhorningar. Inga underarter finns listade.